# Congost de Mu
El congost de Mu és un congost d'uns 6 km de longitud, format pel curs del riu Segre entre la població d'Alòs de Balaguer i, aigües avall, l'aiguabarreig amb el riu Noguera Pallaresa a l'alçada de la Central de Camarasa.
El riu transcorre encaixonat entre els contraforts de la cara sud del Montsec de Meià i la cara nord de la serra Carbonera. Des de l'edat mitjana, un antic camí de ferradura, que ara travessa un pont penjant, en ressegueix el traçat en paral·lel primer a frec de l'aigua i, més endavant, passa pel trencant del mirador de la Penalta fins a arribar a la font de l'Espadella. Al llarg del recorregut es van succeint els espadats, els racons i les elevacions del camí.